# Opopaea atlantica
Opopaea atlantica är en spindelart som först beskrevs av Benoit 1977.  Opopaea atlantica ingår i släktet Opopaea och familjen dansspindlar. Inga underarter finns listade i Catalogue of Life.